# Saint-Vincent-la-Châtre
Saint-Vincent-la-Châtre és un municipi francès situat al departament de Deux-Sèvres i a la regió de la Nova Aquitània. L'any 2007 tenia 552 habitants.

## Demografia

### Població
El 2007 la població de fet de Saint-Vincent-la-Châtre era de 552 persones. Hi havia 224 famílies de les quals 52 eren unipersonals (20 homes vivint sols i 32 dones vivint soles), 100 parelles sense fills, 52 parelles amb fills i 20 famílies monoparentals amb fills.
La població ha evolucionat segons el següent gràfic:
Habitants censats

### Habitatges
El 2007 hi havia 279 habitatges, 226 eren l'habitatge principal de la família, 24 eren segones residències i 29 estaven desocupats. 277 eren cases i 1 era un apartament. Dels 226 habitatges principals, 183 estaven ocupats pels seus propietaris, 36 estaven llogats i ocupats pels llogaters i 7 estaven cedits a títol gratuït; 6 tenien dues cambres, 39 en tenien tres, 43 en tenien quatre i 138 en tenien cinc o més. 174 habitatges disposaven pel capbaix d'una plaça de pàrquing. A 86 habitatges hi havia un automòbil i a 121 n'hi havia dos o més.

### Piràmide de població
La piràmide de població per edats i sexe el 2009 era:
| Homes | Edats   | Dones |
| ----- | ------- | ----- |
| 0     | 95 o +  | 4     |
| 0     | 90 a 94 | 4     |
| 0     | 85 a 89 | 4     |
| 4     | 80 a 84 | 0     |
| 4     | 75 a 79 | 8     |
| 20    | 70 a 74 | 20    |
| 24    | 65 a 69 | 16    |
| 20    | 60 a 64 | 8     |
| 8     | 55 a 59 | 16    |
| 8     | 50 a 54 | 8     |
| 24    | 45 a 49 | 20    |
| 24    | 40 a 44 | 20    |
| 32    | 35 a 39 | 20    |
| 24    | 30 a 34 | 28    |
| 20    | 25 a 29 | 16    |
| 8     | 20 a 24 | 12    |
| 24    | 15 a 19 | 20    |
| 24    | 10 a 14 | 4     |
| 16    | 5 a 9   | 24    |
| 20    | 0 a 4   | 28    |

## Economia
El 2007 la població en edat de treballar era de 343 persones, 252 eren actives i 91 eren inactives. De les 252 persones actives 233 estaven ocupades (128 homes i 105 dones) i 19 estaven aturades (10 homes i 9 dones). De les 91 persones inactives 45 estaven jubilades, 29 estaven estudiant i 17 estaven classificades com a «altres inactius».

### Ingressos
El 2009 a Saint-Vincent-la-Châtre hi havia 237 unitats fiscals que integraven 626,5 persones, la mediana anual d'ingressos fiscals per persona era de 17.298 €.

### Activitats econòmiques
Dels 12 establiments que hi havia el 2007, 4 eren d'empreses de construcció, 3 d'empreses de comerç i reparació d'automòbils, 2 d'empreses d'hostatgeria i restauració, 1 d'una empresa immobiliària i 2 d'empreses de serveis.
Dels 6 establiments de servei als particulars que hi havia el 2009, 1 era un taller de reparació d'automòbils i de material agrícola, 1 paleta, 1 guixaire pintor, 1 fusteria, 1 lampisteria i 1 restaurant.
L'any 2000 a Saint-Vincent-la-Châtre hi havia 31 explotacions agrícoles que ocupaven un total de 1.368 hectàrees.

## Equipaments sanitaris i escolars
El 2009 hi havia una escola elemental integrada dins d'un grup escolar amb les comunes properes formant una escola dispersa.

## Poblacions més properes
El següent diagrama mostra les poblacions més properes.